# Campodónico
Campodónico es un pequeño paraje rural del Partido de Azul, Provincia de Buenos Aires, Argentina.

## Ubicación
Se ubica en el extremo norte del partido de Azul, a la vera de la Ruta Provincial 50 muy cerca del límite con el partido de Tapalqué.
Se encuentra a 25 km al este de la ciudad de Tapalqué, accediéndose por la RP 50; y a 87 km de la ciudad de Azul por Ruta Nacional 3 hasta Cacharí, y luego RP 50 hasta el paraje.

## Población
En el censo 2001 del INDEC, fue censado como población rural dispersa.